# (35371) 1997 UZ21
1997 UZ21 (asteroide 35371) é um asteroide da cintura principal. Possui uma excentricidade de 0.20835130 e uma inclinação de 3.96985º.
Este asteroide foi descoberto no dia 25 de outubro de 1997 por Masanori Hirasawa e Shohei Suzuki em Nyukasa.